# Väinö Kajander
Väinö Viktor Kajander (Elimäki, 30 novembre 1893 – Helsinki, 16 settembre 1978) è stato un lottatore finlandese, specializzato nella lotta greco-romana.

## Palmarès

### Olimpiadi
- 1 medaglia:
  - 1 argento (Los Angeles 1932 nei pesi welter)